# Melvin Tchiknavorian
Melvin Tchiknavorian (* 3. September 1997 in Marseille, Bouches-du-Rhône) ist ein französischer Freestyle-Skier. Er ist auf die Disziplin Skicross spezialisiert. Bei den Weltmeisterschaften 2025 gewann er die Mixed-Silbermedaille.

## Biografie
Melvin Tchiknavorian stammt aus Barcelonnette im Ubayetal, wo er gemeinsam mit seinem älteren Cousin Terence Tchiknavorian aufwuchs. Er begann seine sportliche Laufbahn als Skirennläufer und bestritt im Alter von 16 Jahren im Skigebiet Isola 2000 seine ersten FIS-Rennen. Nach nur einer Saison ohne nennenswerte Erfolge orientierte er sich um und wechselte zum Freestyle-Skiing.
Im Dezember 2015 absolvierte Tchiknavorian in seinem Heimat-Skigebiet Val Thorens seine ersten FIS-Rennen als Skicrosser und erreichte als Fünfter auf Anhieb ein Spitzenresultat. Wenige Monate später startete er erstmals im Europacup und bei den Heim-Juniorenweltmeisterschaften in Val Thorens, wo er Platz 30 belegte. In den folgenden Jahren konnte er sich im Europacup nur langsam verbessern, erreichte sein erstes Halbfinale im Januar 2020 in der Schweiz. Der Durchbruch gelang ihm in der Saison 2021/22, als er insgesamt vier Podestplätze erreichte und in der Disziplinenwertung hinter Mathias Graf Zweiter wurde.
Am 11. Dezember 2021 gab Tchiknavorian in Val Thorens sein Debüt im Freestyle-Skiing-Weltcup. Bereits im zweiten Rennen konnte er sich mit Platz 16 erstmals in den Punkterängen klassieren. Im April 2023 kürte er sich in Avoriaz zum französischen Meister, verlor aufgrund mangelnder Spitzenergebnisse im Weltcup aber seine Kaderzugehörigkeit. Der 26-Jährige kämpfte sich abseits der französischen Nationalmannschaft zurück und erreichte im folgenden Dezember in seiner Heimat erstmals ein Halbfinale. Zweieinhalb Monate danach fuhr er als Dritter auf der Reiteralm erstmals auf ein Weltcup-Podest. Ebendort wurde er ein Jahr später hinter Florian Wilmsmann Zweiter und qualifizierte sich damit für die Weltmeisterschaften im Engadin. Dort schaffte er es im Einzel ins Halbfinale und wurde letztlich Achter. Im Mixed-Wettbewerb gewann er an der Seite von Jade Grillet Aubert die Silbermedaille.

## Erfolge

### Weltmeisterschaften
- Engadin 2025: 2. Skicross Mixed, 8. Skicross

### Weltcup
- 11 Platzierungen unter den besten zehn, davon 2 Podestplätze

### Weltcupwertungen
| Saison  | Skicross | Skicross |
| Saison  | Platz    | Punkte   |
| ------- | -------- | -------- |
| 2021/22 | 48.      | 15       |
| 2022/23 | 44.      | 28       |
| 2023/24 | 14.      | 348      |

### Europacup
- Saison 2021/22: 2. Skicross-Wertung
- 4 Podestplätze

### Juniorenweltmeisterschaften
- Val Thorens 2016: 30. Skicross
- Chiesa in Valmalenco 2017: 35. Skicross

### Weitere Erfolge
- 1 französischer Meistertitel (Skicross 2023)